# Ли Ан (писательница)
Ли Ан (кит. трад. 李昂, пиньинь Lǐ Áng, род. 5 апреля 1952 года в городе Луган) — тайваньская писательница-феминистка. После окончания Университета китайской культуры она изучала драму в Орегонском университете, затем вернулась на Тайвань преподавать в свою альма-матер. Ее главная работа — «Жена мясника» (⟪殺 夫⟫, 1983), также из-под ее пера вышло много других романов. В творчестве Ли Ан важную роль занимают феминистские мотивы и тема сексуальности. Действие многих ее историй происходит в родном для писательницы городке Лугане.

## Творчество
В «Жене мясника» заметна критика традиционного для китайской культуры патриархального уклада. Героиню продает брат ее покойного отца, выдавая замуж за жестокого мясника намного старше ее. Он доминирует над ней в сексуальном плане и получает удовольствие, пугая ее различными способами, в том числе приводя на бойню, после чего героиня теряет контроль над собой и в состоянии аффекта убивает мясника.
В своем романе «Жена мясника» я изобразила все те несправедливости и жестокости, от которых приходится страдать женщинам в патриархальном обществе и в системе, оправдывающей сексуальное рабство.
Ли Ан известна прежде всего своеобразным, откровенным и проницательным взглядом на взаимоотношения полов и гендерное неравенство в общественной жизни современного Тайваня. Начав свою писательскую карьеру в возрасте 16 лет, она опубликовала около двадцати романов и сборников рассказов о женщинах по таким темам, как женская психосексуальность в период полового созревания, феминизм и гендер, секс и женская субъективность. Ее смелое и последовательное рассмотрение тем, граничащих с табу в культурном контексте Тайваня, принесло ей широкое признание критиков как в мире китайской литературы, так и на международном уровне. После появления переводов на ее книги писали рецензии ведущие газеты многих стран, в том числе The New York Times, по ним снимались фильмы и телесериалы. В 2004 году Ли Ан стала кавалером французского ордена искусств и литературы в знак признания ее выдающегося вклада в мировую литературу.

## Основные произведения
Список основных произведений Ли Ан с переводами названий на английский язык:
- 1977 《人間世》The Secular World (Taipei: Dahan Publisher)
- 1982 《愛情試驗》Test of Love (Taipei: Hongfan Bookstore)
- 1983 《殺夫：鹿城故事》The Butcher’s Wife (Taipei: Linking Books)
- 1984 《她們的眼淚》Their Tears (Taipei: Hongfan Bookstore)
- 1985 《花季》Flower Season (Taipei: Hongfan Bookstore)
- 1985 《暗夜》Dark Night (Taipei: China Times Publisher)
- 1986 《一封未寄的情書》A Love Letter Never Sent (Taipei: Hongfan Bookstore)
- 1988 《年華》The Best Years (Taipei: Hongfan Bookstore)
- 1991 《迷園》Mysterious Garden (Taipei: Maotun famai Co.)
- 1991 《甜美生活》Sweet Life (Taipei: Hongfan Bookstore)
- 1992 《李昂集》Selected Works by Li Ang (Taipei: Avanguard)
- 1997 《北港香爐人人插：戴貞操帶的魔鬼系列》Beigang Incense Burner of Lust: The Devil with a Chastity Belt Series (Taipei: Rye Field Publishing Co)
- 1999 《禁色的暗夜：李昂情色小說集》The Dark Night of Forbidden Desire (Taipei: Crown Publisher)
- 2000 《自傳の小說》Autobiography: A Novel (Taipei: Crown Publisher)
- 2004 《看得見的鬼》Visible Ghosts (Taipei: Unitas Publisher)
- 2005 《花間迷情》Bewitching Love (Taipei: Locus Publishing)
- 2007 《鴛鴦春膳》An Erotic Feast for Lovebirds (Taipei: Unitas Publisher)
- 2009 《七世姻緣之台灣／中國情人》Marriage in Seven Lives: Entangled Love Affairs of Taiwanese Mainlander(Taiepei: Linking Books)
- 2011 《附身》Possession (Taipei: Chiuko)
- 2014 《路邊甘蔗眾人啃》Everyone Takes a Bite out of Roadside Sugarcanes (Taipei: Chiuko)

### Эссеистика
- 1987 《貓咪與情人》A Stray Cat and a Lover (Taipei: China Times Publisher)
- 2000 《漂流之旅》Drifting Voyageur (Taipei: Crown Publisher)
- 2002 《愛吃鬼》Gourmand (Taipei: Yifan)
- 2009 《愛吃鬼的華麗冒險》The Splendid Adventure of a Gourmand (Taipei: Route Culture Co.)
- 2013 《愛吃鬼的祕徑：李昂帶路的美食奇妙之旅》A Gourmand’s Secret Footpath (Taipei: Route Culture Co.)
- 2014 《李昂的獨嘉美食》Li Ang’s Exclusive Chiayi Cuisines (Chiayi: Cultural Bureau of Chiayi City)

### Переводы на английский язык
- Ang, Li. The Butcher's Wife. trans. Howard Goldblatt and Ellen Yeung. — San Francisco : North Point Press, 1986.
- Ang, Li. "Flower Season," Bamboo Shoots after the Rain. trans. Ann C. Carver and S. Y. Chang. — 1990.
- Ang, Li. The Butcher's Wife. trans. Howard Goldblatt and Ellen Yeung. — Hong Kong : Joint Publishing Co., 1990.
- Ang, Li. "A Love Letter Never Sent" Worlds of Modern Chinese Fiction. trans. Howard Goldblatt. — Armok : N. Y. Sharpe, 1991.
- Ang, Li. The Butcher's Wife and Other Stories. trans. Howard Goldblatt. — Boston : Cheng and Tsui Company, 1995.
- Ang, Li. The Lost Garden. trans. Sylvia Li-chun Lin and Howard Goldblatt. — New York : Columbia University Press, 2015.